# Natalio (Paraguay)
Natalio es uno de los 30 municipios del departamento de Itapúa, Paraguay, ubicada aproximadamente a 45 km de la Ruta PY06, la cual une la ciudad de Encarnación con Ciudad del Este.

## Toponimia
El origen del nombre de Natalio aún no está del todo claro, ya que se remonta hacia el año 1930, «Época del Mensú» (apócope guaranizado de mensualero), y una de las versiones, la más probable, dice que Natalio fue un indígena lugarteniente correntino que trabajaba para un terrateniente argentino de apellido Barthe.
Este capataz vivía en el puerto que lleva su nombre, y a su cargo estaban los carros para transportar los rollos de madera y todo el personal dedicado al talado de los árboles del Bosque Atlántico del Alto Paraná.

## Historia
Natalio se crea y se eleva a la categoría de distrito por Decreto Ley Nro. 484, el 4 de diciembre de 1974 bajo el nombre de Domingo Robledo (en honor al intendente del mismo nombre, quien murió asesinado en 1972) desafectándose del Distrito de Capitán Meza. Pero luego del Golpe de Estado del 2 y 3 de febrero de 1989 vuelve a tomar su antiguo nombre «Natalio».
La ciudad está asentada sobre una meseta, la más alta que tiene el terreno, y que se extiende de sur a norte en una extensión aproximada de 25 km. Su suelo es considerado el más fértil del departamento y está dentro de lo que se estima la única faja de tierra fértil existente actualmente en América: la cuenca del Alto Paraná.

## Geografía
El distrito de Natalio se encuentra en la zona este del departamento de Itapúa. Limita al norte con Tomás R. Pereira y Yatytay, al sur con la República Argentina, separados por el Río Paraná, al este con Yatytay, y al oeste con Edelira y Capitán Meza. Su estructura hidrográfica está compuesta por los arroyos Mbopicuá, Pa'i Curuzú, Mainumby, Yacaré Cuá, Pirapey, Panambí, Mboreví y Pirayuí.

## Demografía
El distrito de Natalio cuenta con un total de 14 865 habitantes según datos oficiales del censo paraguayo de 2022.

## Infraestructura
Posee numerosas instituciones educativas y universitarias, que comprende:
- Universidad Nacional de Itapúa (UNI) – Filial Natalio.
- Universidad Privada del Guairá (UPG) - Filial Natalio.
- Universidad Politécnica y Artística del Paraguay (UPAP).
- 5 Colegios Nacionales.
- 4 Liceos Nacionales.
- 8 Centros de alfabetización y educación de jóvenes y adultos.
- 38 Escuelas de Nivel Primario Oficiales
- 15 Escuelas con Nivel Medio.
- Escuela/Colegio 939 Reverendo Padre Ricardo Müsch.
- Colegio Privado Virgen de Fátima.